# Virming
 Virming  es una población y comuna francesa, en la región de Lorena, departamento de Mosela, en el distrito de Château-Salins y cantón de Albestroff.

## Historia
Dependencia de la antigua casa noble de Lorena, fue completamente destruida en la Guerra de los Treinta Años y reubicada en 1656.

## Demografía
| 310 | 293 | 290 | 278 | 307 | 284 |
| Para los censos de 1962 a 1999 la población legal corresponde a la población sin duplicidades (Fuente: INSEE [Consultar]) |     |     |     |     |     |